# 長沢規矩也
長沢 規矩也（ながさわ きくや、旧字体：長澤 規矩󠄁也、1902年〈明治35年〉5月14日 - 1980年〈昭和55年〉11月21日）は、日本の中国文学者、書誌学者。号は「静盦」（せいあん、「ふた」の字）、書斎号は「学書言志軒」（がくしょげんしけん）。養子に歌人の長澤ちづ、国立公文書館内閣文庫長などを務めた同業者の長澤孝三がいる。

## 経歴
神奈川県足柄下郡小田原町（現・小田原市）に生まれる。幼少から数学者の祖父長澤亀之助の仕事を手伝って育つ。小日向台町尋常小学校、東京府立第四中学校を経て、1923年に第一高等学校卒業。東京外国語学校で中国語等を学んだ後、1926年に東京帝国大学文学部支那文学科卒業、1929年に同大学院修士課程修了。なお一高では安井小太郎、東京帝大では服部宇之吉に師事した。1961年、東京大学文学博士。
1929年から第一高等学校講師・教授を務めた後、1932年に法政大学講師、1940年から1970年まで法政大学教授。1973年から1980年まで愛知大学教授。その他、駒沢大学や図書館短期大学の講師も務めた。
1980年11月21日、肺癌のため東京都内の病院で死去。

## 業績

### 日本書誌学会の発足と機関雑誌『書誌学』発行
1931年、安田善次郎が台頭してきた書誌学の進展を援助する意図のもとに発起した同人が発展して日本書誌学会となり、その機関誌として雑誌『書誌学』が1933年1月に創刊された。同人には、和田萬吉、市島謙吉の図書館界重鎮、愛書家として徳富蘇峰、内野皎亭、それに官営図書館や有力文庫の担当者が加わっていた。同人会合の運営には橘井清五郎と長沢、川瀬一馬があたり、その後、同人の逝去が多く、また安田の庇護から離れ、共立社印刷所社長春山治部左衛門の厚意の下で雑誌だけは発行していたが、第二次世界大戦のために1942年1月に停刊した。
1965年7月に、長沢を編集兼発行者として復刊新1号が発行され、以後不定期に発行された。復刊新1号の「復刊の辞」および「編集後記」によると、「春山治部左衛門に復刊をすすめられていたが、春山の古希を契機に実現した」という。発行所は長沢の自宅を住所とする日本書誌学会となっていた。長沢の死後は川瀬が編輯発行人になり、1985年5月の復刊新35・36号まで発行されていたが、その後は発行されていない。

### その他
1937年に刊行した『新撰漢和辞典』は、伝統的な漢和辞典の部首検索の不合理を指摘し、自らの辞書においては、なるべく見た目の字形から部首が分かるように、新たな部首を新設したり、所属する部首を変更した。以後も長く漢和辞典の編纂を行う（これらは長沢漢和と呼ばれる）。
このほか、漢籍の編纂、書籍目録（書目）など、書誌学に関する多数の著作を残した。また汲古書院の創業に大きく関与し、没後に著作集を出版した。

## 人物
国鉄を批判し、独自の旅行法を伝授する一般向け書籍をいくつか出している。
第二次世界大戦後も、「支那」の呼称は悪くないとして論陣を張った。

## 栄誉
- 法政大学名誉教授[5]
- 紫綬褒章[3]
- 勲三等瑞宝章[3]

## 著書

### 単著
- 『支那学入門書略解』文求堂書店、1930年。
- 『中華民国書林一瞥』東亜研究会〈東亜研究講座 第37輯〉、1931年2月。
- 『時文類釈』育英書院、1932年7月。
  - 『時文類釈』不二出版〈中国文学語学資料集成 第4篇 第4巻〉、1989年12月。
- 『江戸地誌解説稿（本編）』長沢規矩也、1932年11月。
- 『江戸地誌解説稿（付図）』長沢規矩也、1932年11月。
- 『漢籍解題』共立社〈漢文学講座 第2巻〉、1933年6月。
- 『支那小説』共立社〈漢文学講座 第4巻〉、1933年8月。
- 『書誌学論考 安井先生頌寿記念』松雲堂書店、1937年12月。
- 『支那学術文芸史』三省堂、1938年11月。
  - 『支那学術文芸史』（新修再版）三省堂、1948年。
- 『支那書籍解題 書目書誌之部』文求堂書店、1940年11月。
  - 『支那書籍解題 書目書誌之部』（2刷）文求堂書店、1952年。
- 『和漢書の印刷とその歴史』吉川弘文館、1952年。
  - 『和漢書の印刷とその歴史』（増訂）吉川弘文館、1956年4月。
- 『漢文学概説』法政大学出版局、1952年9月。
- 『昌平坂学問所の「官版」板木の伝来について』愛知大学文学会、1954年3月。
- 『東京の古地誌について』大東急記念文庫〈文化講座シリーズ〉、1957年7月。
- 『書誌学序説』吉川弘文館、1960年6月。
- 『版本の考察』大東急記念文庫〈文化講座シリーズ〉、1960年9月。
- 『版本の鑑定』大東急記念文庫〈文化講座シリーズ〉、1960年9月。
- 『国鉄を叱る』法政大学出版局、1960年11月。
- 『日本書誌学史』大東急記念文庫〈文化講座シリーズ〉、1963年5月。
- 『旅の入れぢえ』真珠書院〈パール新書〉、1964年8月。
- 『新幹線旅行メモ』真珠書院〈パール新書〉、1964年11月。
- 『昔の先生今の先生』愛育出版〈愛育新書〉、1970年4月。
  - 『昔の先生今の先生』（長沢規矩也二十年祭記念・増補版）長沢孝三、2000年11月。
- 『漢籍整理法』汲古書院、1974年5月。
- 『図解図書学』汲古書院〈図書学参考図録入門篇 1〉、1974年7月。
- 『図解古書目録法』汲古書院〈図書学参考図録入門篇 2〉、1974年10月。
- 『図書館における郷土資料整理法』汲古書院、1975年2月。
- 『国鉄の盲点をつく旅のちえ』同信社、1975年11月。
- 『図解和漢印刷史』汲古書院〈図書学参考図録入門篇 3〉、1976年2月。
- 『図解書誌学入門』汲古書院〈図書学参考図録入門篇 4〉、1976年10月。
- 『和刻本漢籍分類目録』汲古書院、1976年10月。
  - 『和刻本漢籍分類目録』（増補補正版）汲古書院、2006年3月。ISBN 9784762911675。
- 『古書のはなし：書誌学入門』冨山房、1976年11月。
  - 『古書のはなし：書誌学入門』（新装版）冨山房、1994年6月。ISBN 9784572007636。
- 『国鉄さん、これでいいの』同信社、1976年11月。
- 『新・旅のちえ 国鉄値上げの盲点をつく』同信社、1977年3月。
- 『理想的な著者・出版社・印刷所・書店』長沢規矩也、1977年10月。
- 『叱る』長沢規矩也先生喜寿記念会、1979年10月。
- 『和刻本漢籍分類目録補正 附書名索引・校点者索引・使用法』汲古書院、1980年1月。

### 編集
- 『支那学入門書略解』文求堂書店、1930年5月。
- 『宋本三世相』長沢規矩也、1933年2月。
- 『宋本書影』日本書誌学会、1933年6月。
- 『足利学校秘本書目』長沢規矩也、1933年6月。
- 『十三経注疏影譜』日本書誌学会、1934年12月。
- 『東日本現存宋板書目初稿』日本書誌学会、1934年12月。
- 『関東現存宋元版書目』日本書誌学会、1938年8月。
- 『新撰支那時文辞典』三省堂、1939年11月。
- 『明清間絵入本図録』学友社、1950年9月。
- 『支那文芸史概説』三省堂、1951年2月。
- 『和漢書の印刷とその歴史』吉川弘文館、1952年9月。
- 『漢文学概説』法政大学出版局、1952年9月。
- 岩永博 編『漢文学』 上、法政大学通信教育部、1960年8月。
- 岩永博 編『漢文学』 下、法政大学通信教育部、1960年8月。
- 『双紅堂文庫分類目録』東京大学東洋文化研究所、1961年11月。
- 『日光山「天海蔵」主要古書解題』日光山輪王寺、1966年11月。
- 『三省堂新漢和中辞典』三省堂、1967年1月。
- 『携帯新漢和中辞典』三省堂、1969年1月。
- 『豊橋市民文化会館所蔵漢籍目録』豊橋市教育委員会〈豊橋市民文化会館資料目録 6〉、1969年3月。
- 『日光山「天海蔵」主要古書解題』日光山輪王寺、1976年11月。
- 『明清間絵入本図録』汲古書院、1980年6月。
- 『本屋のはなし』青裳堂書店〈日本書誌学大系〉、1981年5月。

### 編著
- 『支那文学概観』学友社、1951年10月。
- 『明解漢和辞典』三省堂、1959年3月。
- 『漢文学概論』法政大学出版局、1959年4月。
- 『大明解漢和辞典』三省堂、1960年3月。
- 『足利学校遺蹟図書館古書分類目録』足利市役所、1966年3月。
  - 『足利学校遺蹟図書館古書分類目録』（訂補版）足利学校遺蹟図書館後援会、1975年2月。
- 『三省堂漢和辞典』三省堂、1971年5月。
- 『足利学校善本図録』足利学校遺蹟図書館後援会、1973年2月。
- 『図書学辞典』三省堂、1979年1月。
- 『図書学略説』明治書院、1979年10月。

### 編校
- 『日光山慈眼堂書庫現存漢籍分類目録』日光山輪王寺、1961年8月。

### 共著
- 佐久節、竹田復、長沢規矩也『新編 高等漢文 時文篇』育英書院、1939年12月。
- 長沢規矩也、原田種成『漢字漢語の常識』知新堂、1953年1月。
- 池田英雄、長沢規矩也『理論的方法による基本漢字の学び方』学友社、1953年5月。

### 共編
- 長沢規矩也、智原喜太郎 編『現代北支那の見世物』東亜研究会〈東亜研究講座 第31輯〉、1930年2月。
- 内田泉之助、長沢規矩也 編『支那文学史綱要』文求堂書店、1932年。
  - 内田泉之助、長沢規矩也 編『支那文学史綱要』（訂）文求堂書店、1939年。
  - 内田泉之助、長沢規矩也 編『支那文学史綱要』（新訂版）文求堂、1948年。
- 宇野哲人、長沢規矩也 編『新撰漢和辞典』三省堂、1937年2月。
- 長沢規矩也、福井保 編『内閣文庫展示図書解題』内閣文庫、1955年5月。
- 大村はま、長沢規矩也 編『三省堂小学漢和辞典』三省堂、1971年12月。

### 共編著
- 長沢規矩也、長沢孝三『新編史跡足利学校所蔵古書分類目録』足利市教育委員会事務局史跡足利学校事務所、2009年3月。ISBN 9784762912207。

### 著作集
長沢規矩也先生喜寿記念会 編『長沢規矩也著作集』 全10巻、別巻1、汲古書院。
- 『書誌学論考』汲古書院〈長沢規矩也著作集 第1巻〉、1982年8月。
- 『和漢書の印刷とその歴史』汲古書院〈長沢規矩也著作集 第2巻〉、1982年11月。
- 『宋元版の研究』汲古書院〈長沢規矩也著作集 第3巻〉、1983年7月。
- 『蔵書書目 書誌学史』汲古書院〈長沢規矩也著作集 第4巻〉、1983年12月。
- 『シナ戯曲小説の研究』汲古書院〈長沢規矩也著作集 第5巻〉、1985年2月。
- 『書誌随想』汲古書院〈長沢規矩也著作集 第6巻〉、1984年3月。
- 『シナ文学概観 蔵書印表』汲古書院〈長沢規矩也著作集 第7巻〉、1987年6月。
- 『地誌研究 漢文教育』汲古書院〈長沢規矩也著作集 第8巻〉、1984年11月。
- 『漢籍解題 1』汲古書院〈長沢規矩也著作集 第9巻〉、1985年12月。
- 『漢籍解題 2』汲古書院〈長沢規矩也著作集 第10巻〉、1987年11月。
- 『長沢規矩也年譜・著作目録・索引』汲古書院〈長沢規矩也著作集 別巻〉、1989年7月。

### 雑誌論文、記事
- 「書誌学と図書学と図書館学」『書誌学』復刊新4、日本書誌学会、1966年5月、17 - 23頁。
- 「国語辞書中の書誌学用語の批評」『書誌学』復刊新7、日本書誌学会、1967年2月、37 - 44頁。
- 「雑記」『書誌学』復刊新9、日本書誌学会、1967年7月、79 - 80頁。
- 「支那に於ける図書館の誕生」『書誌学』復刊新11、日本書誌学会、1968年3月、1 - 9頁。
- 「古書目録の体裁について」『書誌学』復刊新15、日本書誌学会、1969年5月、13 - 22頁。
- 「郷土資料の定義とその範囲」『書誌学』復刊新16、日本書誌学会、1969年7月、7 - 9頁。
- 「校訂引用翻印に関する方法について」『書誌学』復刊新17、日本書誌学会、1969年11月、12 - 16頁。
- 「編集後記」『書誌学』復刊新18、日本書誌学会、1970年2月、64頁。
- 「編集後記」『書誌学』復刊新20、日本書誌学会、1970年11月、63 - 64頁。
- 「古書目録編輯裏話」『書誌学』復刊新22、日本書誌学会、1971年7月、43 - 60頁。
- 「古書目録編輯裏話」『書誌学』復刊新23、日本書誌学会、1973年7月、42 - 53頁。
- 「古文献の捜し方扱い方」『書誌学』復刊新24/25、日本書誌学会、1974年7月、1 - 15頁。
- 「和漢古書整理の段階」『書誌学』復刊新24/25、日本書誌学会、1974年7月、77 - 78頁。

### 記念論集
- 長沢先生古稀記念図書学論集刊行会編 編『図書学論集 長沢先生古稀記念』三省堂、1973年5月。

執筆者は、林秀一、福井保、前野直彬、原田種成、山根幸夫、赤塚忠、市川安司、中嶋敏、阿部隆一、大西寛、榎一雄、久曾神昇、伊地知鉄男、松本隆信、長田貞雄、中野三敏、木村八重子、築島裕、山田忠雄、川瀬一馬、中村幸彦、長谷川強、森睦彦、薄井恭一、岩倉規夫